# The Hall of the Olden Dreams
The Hall of the Olden Dreams je druhé album od španělské heavy metalové kapely s prvky neo-classical metalu, power metalu, progressive metalu, symphonic metalu Dark Moor.

## Seznam skladeb
1. The Ceremony - 1:29
2. Somewhere in Dreams - 4:49
3. Maid of Orleans - 5:02
4. Bells of Notre Dame - 4:40
5. Silver Lake - 5:15
6. Mortal Sin - 5:34
7. The Sound of the Blade - 3:57
8. Beyond the Fire - 6:09
9. Quest for the Eternal Fame - 6:47
10. Hand in Hand - 4:33
11. The Fall of Melnibone [Bonus track] - 10:30